# Liste der Seen im Kanton Neuenburg
Die folgende Liste enthält benannte Seen und andere Stillgewässer im Kanton Neuenburg.
| Bild | Name des Sees           | Gemeinde(n) | Zufluss                                            | Abfluss    | Fläche in km² | Höhe über Meer | Maximale Tiefe in Meter | Koordinaten     |
| ---- | ----------------------- | --- | -------------------------------------------------- | ---------- | ------------- | -------------- | ----------------------- | --------------- |
|      | Bielersee               | Le Landeron | Aare, Twannbach, Schüss                            | Aare, Zihl | 39,70         | 429 m ü. M.    | 74                      | 572996 / 211634 |
|      | Lac des Brenets         | Le Locle | Doubs, Rançonnière                                 | Doubs      | 0,672         | 750 m ü. M.    | 26                      | 543996 / 213514 |
|      | Étang de la Combacervey | Neuenburg |                                                    |            | 0,0005        | 590 m ü. M.    |                         | 562715 / 206169 |
|      | L'Ecluse                | Lignières |                                                    |            | 0,001         | 802 m ü. M.    |                         | 571761 / 215700 |
|      | Le Loclat               | Saint-Blaise |                                                    |            | 0,045         | 432 m ü. M.    |                         | 566401 / 207600 |
|      | Lac de Moron            | Le Locle, Les Planchettes                                                                                                  | Doubs                                              | Doubs      | 0,684         | 716 m ü. M.    | 59                      | 546718 / 215715 |
|      | Neuenburgersee          | Bevaix, Boudry, Cortaillod, Gorgier, Hauterive, Milvignes, Neuenburg, Saint-Aubin-Sauges, Saint-Blaise, La Tène, Vaumarcus | L’Areuse, Canal de la Broye, La Mentue, La Thielle | Zihlkanal  | 218,28        | 429 m ü. M.    | 152                     | 554120 / 193373 |
|      | Lac des Taillères       | La Brévine |                                                    |            | 0,446         | 1036 m ü. M.   | 7                       | 534247 / 202140 |
|      |                         | |                                                    |            |               |                |                         |                 |

Siehe auch: Liste der grössten Seen in der Schweiz